# Mario Righi
Mario Righi, jedan od nekadašnjih igrača Hajduka koji za klub počinje igrati još desetih godina dvadesetog stoljeća, a prvi nastup na službenoj utakmici zaigrao je protiv splitskog Borca 28. ožujka 1920. prvoj nakon osnivanja splitskog nogometnog podsaveza. Ovu utakmicu Hajduk je dobio s 8:0, a čak 4 od 8 golova dao je Janjčić. Suigrači na toj utakmici bili su mu: Kaliterna (branka), Dujmović, Prokeš, Tagliafero, Borovčić Kurir, Šitić. Pilić, Hochmann, Gazdić i Machiedo.
Na prvoj Hajdukovoj trening utakmici nastupio je za momčad A. Mario Righi odigrao je 4 službene utakmice u splitskom podsavezu bez zadanih golova, ali i 94 prijateljske utakmice u kojima je zabio 10 golova.